# 로니 오설리번

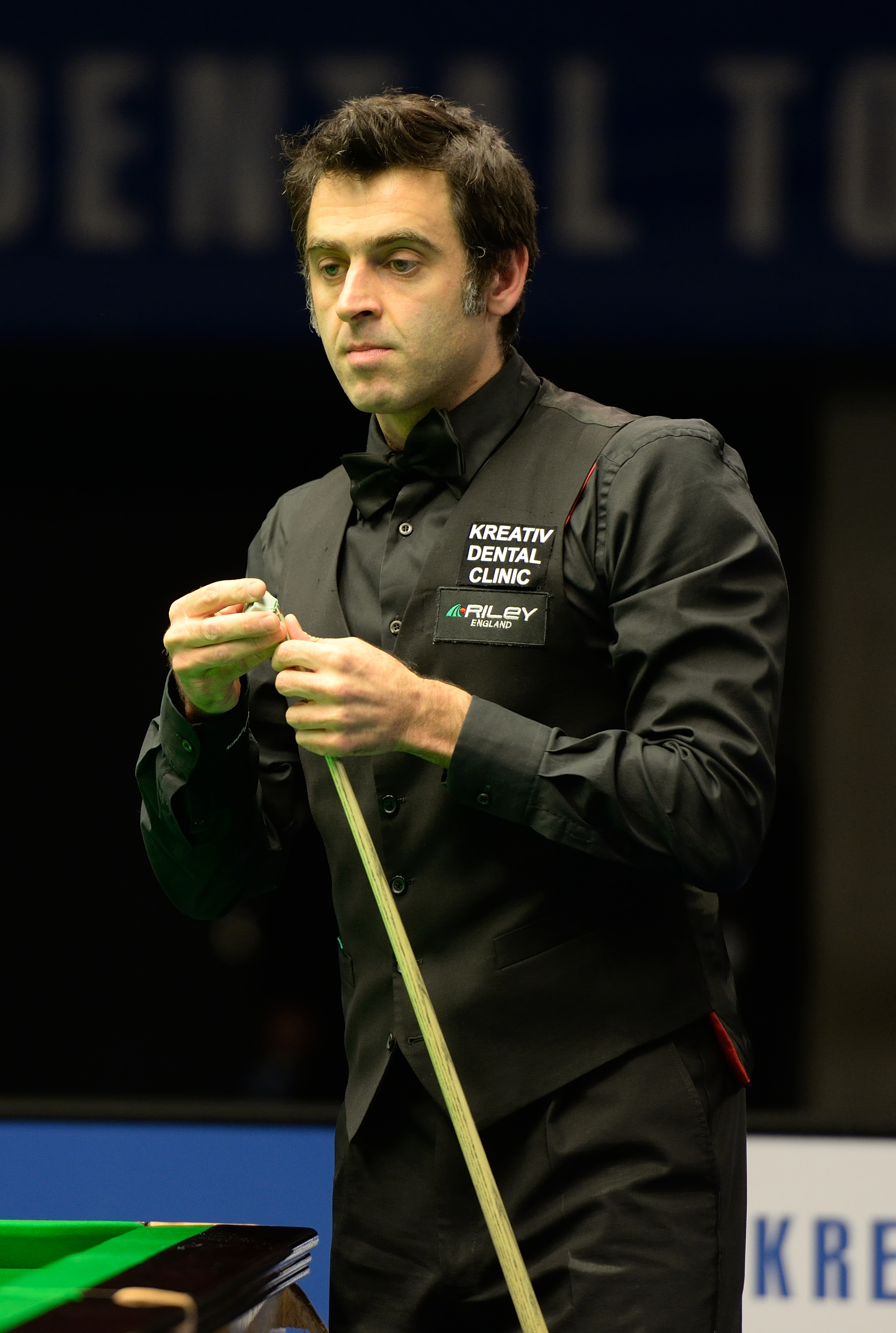
로니 오설리번 (2015년)

로니 오설리번(Ronald Antonio "Ronnie" O'Sullivan, OBE, 1975년 12월 5일 ~ )은 잉글랜드의 프로 스누커 선수이다. 2001, 2004, 2008, 2012, 2013, 2020년 세계 선수권 우승자이다.
빠른 플레이 스타일로 "로켓"(The Rocket)이라는 별칭으로 불린다.

## 서훈
- 2016년 대영 제국 훈장 4등급(OBE) 수훈[1]

## 추가 문헌
- O'Sullivan, Ronnie; Hattenstone, Simon (2004). 《Ronnie: The Autobiography of Ronnie O'Sullivan》 rev.판. London: Orion. ISBN 0-7528-5880-7.